# Сталь фон Гольштейн
Сталь-фон-Гольштейн (нем. Staël von Holstein) — баронский род, происходящий из Вестфалии и восходящий к XII веку.
Род Сталь-фон-Гольштейн внесён в дворянские матрикулы Лифляндской и Эстляндской губерний в V часть дворянской родословной книги Воронежской губернии.
В Остзейских губерниях есть ещё фамилия Стааль (Staal), основатель которой из французской службы поступил в шведскую, за храбрость свою получил от Густафа Адольфа дворянское достоинство и поместье.

## Происхождение и история рода
Фамилия Сталь-фон-Гольштейн (Stael von Holstein) весьма древняя, происходит из Германии и была известна в Остзейских областях уже в начале XV века.
Иоанн Сталь-фон-Гольштейн (†1515) — посол ливонского ордена для заключения договора со Швецией (1458), фохт Тевтонского ордена в Везенберге и Иервене. Другой из членов этой фамилии, посол гермейстера Ливонского ордена к гермейстеру Тевтонского ордена (1498).
Гильдебранд (†1587) — родоначальник всех баронов и дворян Сталь-фон-Гольштейн, храбрый воин, взят в плен русскими и семь лет провёл в плену. Два его сына Иоанн и Матиас, остались в совершенной бедности. Они оба записались в мещане по городу Пернову и принялись за торговлю, в которой приобрели состояние.
Матвей Сталь был перновским бургомистром. По законам того времени, дворяне, вступившее в купеческое сословие, лишались дворянства и потому королева Кристина пожаловала новый дворянский диплом сыновьям Иоанна и Матиаса (14 октября 1652).
Оттон Вильгельм — возведён королевой Ульрикой Элеонорой в баронское достоинство Шведского королевства (2 июля 1719). От него происходят нынешние бароны Сталь-фон-Гольштейн, разделившиеся на две ветви: одна состояла в подданстве России, другая — в подданстве Швеции.
Барон Георг-Богуслав Сталь-фон-Гольштейн (†1763) — шведский фельдмаршало, кавалер ордена Серафимов и командор ордена Меча, возведён королём Фридрихом I (14 июня 1731) в баронское достоинство Шведского королевства.
Барон Эрих Магнус Сталь фон Гольштейн (1749—1802) шведский посланник в Париже (1783—1797), женат на знаменитой писательнице. Барон Иван Карлович Сталь (1798—1868) — генерал от кавалерии, генерал-адъютант, кавалер ордена Святого Георгия IV класса. Этим же орденом (26 ноября 1855) награждён генерал-майор Борис Егорович Сталь-фон-Гольштейн.
Высочайше утвержденным (10 февраля 1869), мнением Государственного Совета, за эстляндской дворянской фамилией Сталь фон Гольштейн признан баронский титул. Определением Правительствующего Сената, (06 мая 1869, 25 сентября и 16 октября 1878), утверждены в баронском достоинстве бароны Сталь фон Гольштейн:
1. Вдова генерал-адъютанта, генерала от кавалерии Ивана Карловича — Мария Карловна (рожден. Гербель).
2. Коллежский секретарь Анатолий Александрович, жена его Елена Васильевна (рожд. Сомова) и дети их: Александр и Мария[1].

## Описание герба
В серебряном щите восемь червлёных шаров, расположенных по краю щита.
Над щитом баронская корона и два коронованных шлема. Нашлемники: правого — два серебряных буйволовых рога, украшенных по внешней стороне четырьмя червлёными шарами; левого — серебряная рука в латах, вытянутая вверх, между двух серебряных орлиных крыльев, на каждом из которых по три червлёных шара в столб, держит серебряный свиток с червлёной печатью. Намёт: червлёный с серебром. Щитодержатели: два золотых льва, с повёрнутыми назад головами, червлёными глазами и языками. Герб рода баронов Сталь фон Гольштейн внесён в Часть 13 Общего гербовника дворянских родов Всероссийской империи, стр. 18.

## Известные представители
- Барон Сталь-фон-Гольштейн Матиас — шведский майор, убит в Тридцатилетнию войну (1618—1648).
- Барон Сталь-фон-Гольштейн Ричард — шведский ротмистр, убит в сражении с русскими (07 сентября 1656).
- Гольштейн — майор, погиб в сражении при Ассоте в Венгрии (06 июня 1849).
- Барон Алексей Иванович Сталь фон Гольштейн (1859—1941) — русский генерал[2]
- Барон Владимир Иванович Сталь фон Гольштейн (1853—1921) — русский генерал[3]
- Барон Вильгельм Рейнгольдович Сталь фон-Гольштейн, гофмейстер Высочайшего Двора, ландрат Лифляндской ландрат-коллегии и товарищ председателя Лифляндского местного управления Российского общества Красного Креста (1914).
- Сталь-фон-Гольштейн, Александр Августович (1877—1939) — учёный-востоковед.
- Сталь-фон-Гольштейн, Борис Егорович — Георгиевский кавалер; генерал-майор; № 9636; 26 ноября 1855.
- Сталь-фон-Гольштейн, Роберт Александрович — Георгиевский кавалер; прапорщик; 23 мая 1916 (посмертно).
- Сталь-фон-Гольштейн, Владимир Иванович (1853 — 1921) — генерал-лейтенант.
- Никола де Сталь (1914—1955) — французский живописец русского происхождения, один из крупнейших мастеров послевоенного европейского искусства.